# 我是中國人
《我是中國人》是鳳飛飛的一首歌曲，收錄於同名專輯中，於1982年7月由歌林唱片發行。該歌曲由劉家昌作詞以及作曲，也是中視八點檔連續劇《梅花特攻隊》主題曲。該歌又被林靈翻唱；收錄於〈起點〉。劉家昌也親自唱過；收錄於〈劉家昌經典金曲第二集〉中。